# Hatred
Hatred es un videojuego desarrollado por Destructive Creations lanzado el 1 de junio de 2015 para Microsoft Windows. El tráiler mostrado en octubre de 2014, fue objeto de controversia debido a lo agresivo, sangriento y violento de su contenido. El protagonista del juego, es un asesino en masa psicópata que odia a la humanidad y ha comenzado una «cruzada genocida» para matar a tantos humanos como sea posible, sean inocentes o no.

## Jugabilidad
Hatred es un videojuego de disparos en tercera persona con perspectiva isométrica. El villano protagonista es un misántropo, psicópata y asesino en serie que odia a la humanidad y está decidido a comenzar lo que él mismo llama una "cruzada genocida", matando a civiles inocentes y policías.

## Desarrollo
Hatred es el primer juego creado por Destructive Creations, desarrollado en Gliwice, Polonia. La desarrolladora lo describe como una contraposición a esos juegos que intentan ser educados, políticamente correctos, coloridos y que buscan ser arte en vez de puro entretenimiento. Destructive Creations anunció el lanzamiento de Hatred, el 16 de octubre de 2014 con un tráiler, el cual muchos amantes de los videojuegos consideran "controvertido". El 29 de diciembre de 2014 se le dio luz verde al proyecto (con más de 80.000 votos en un par de horas) para poder ingresar de manera oficial a la tienda de steam.
En enero de 2015, se le dio una valoración de AO (adults only) por la Entertainment Software Rating Board (ESRB). La calificación impide cualquier corriente principal de la distribución comercial del juego en los Estados Unidos, o en las consolas de videojuegos de los tres principales fabricantes de consolas, ya que se prohíben juegos con calificación AO en sus plataformas. Es el tercer videojuego que recibió una calificación AO de extrema violencia, detrás de Manhunt 2 y el cancelado Thrill Kill y el primero en ser publicado en Steam.
El 29 de enero un segundo tráiler es lanzado, mostrando nuevas armas como un lanzallamas y nuevas animaciones de ejecución.

## Publicación
Hatred se publicó en Steam Greenlight, pero el juego fue retirado a las pocas horas por el personal de Steam, debido a que se creó mucha polémica cuando salió el primer tráiler del juego en YouTube. Debido al nivel de violencia del juego, Steam declaró lo siguiente: "Basado en lo que hemos visto en Greenlight no publicaremos Hatred en Steam. Así que será retirado".
A pesar de esto, Gabe Newell, director de Valve, ofreció una disculpa directa al equipo de Destructive Creations y aceptó que Hatred volviera a estar en Steam Greenlight, declarando que "Steam se trata de crear herramientas para creadores de contenido y clientes". Al contrario que con Steam, la plataforma GOG.com se negó a distribuir el videojuego por su contenido "excesivamente violento e inmoral".